# Llista de topònims de Pinós
Llista de topònims (noms propis de lloc) del municipi de Pinós, al Solsonès
Informació actualitzada per un bot. Els canvis manuals es perdran quan s'actualitzi!

## cabana
| imatge | Nom                        | Ubicat a | instància de | Detalls | coordenades                                                                  | Protecció | Commons (més fotos) | Dades a WD                    |
| ------ | -------------------------- | -------- | ------------ | ------- | ---------------------------------------------------------------------------- | --------- | ------------------- | ----------------------------- |
|        | cabana de Cuiner           | Pinós    | cabana       |         | 41° 47′ 46″ N, 1° 31′ 45″ E / 41.7961791171468°N,1.52925556870434°E          |           |                     | Modifica les dades a Wikidata |
|        | corral de Cal Tàsies       | Ardèvol  | cabana       |         | 41° 50′ 37″ N, 1° 31′ 27″ E / 41.8436143124196°N,1.52413452397754°E 777 msnm |           |                     | Modifica les dades a Wikidata |
|        | corral del Cap de la Serra | Ardèvol  | cabana       |         | 41° 49′ 44″ N, 1° 30′ 24″ E / 41.8289502375061°N,1.5066130627788°E 802 msnm  |           |                     | Modifica les dades a Wikidata |
|        | el Corral                  | Pinós    | cabana       |         | 41° 47′ 22″ N, 1° 30′ 35″ E / 41.7895769598997°N,1.50966961046635°E 676 msnm |           |                     | Modifica les dades a Wikidata |
|        | pallissa de Puigferrers    | Pinós    | cabana       |         | 41° 49′ 11″ N, 1° 34′ 07″ E / 41.8196437013261°N,1.56864447244137°E 667 msnm |           |                     | Modifica les dades a Wikidata |

## casa
| imatge | Nom        | Ubicat a            | instància de | Detalls                                 | coordenades                                                                  | Protecció                                  | Commons (més fotos)  | Dades a WD                    |
| ------ | ---------- | ------------------- | ------------ | --------------------------------------- | ---------------------------------------------------------------------------- | ------------------------------------------ | -------------------- | ----------------------------- |
|        | Cal Fuster | Ardèvol             | casa         |                                         | 41° 51′ 07″ N, 1° 31′ 08″ E / 41.8518852552295°N,1.51876442899848°E 722 msnm |                                            |                      | Modifica les dades a Wikidata |
|        | Cal Palou  | Ardèvol             | casa         |                                         | 41° 51′ 08″ N, 1° 31′ 08″ E / 41.8521653076954°N,1.5188302451082°E 725 msnm  |                                            |                      | Modifica les dades a Wikidata |
|        | Cal Torra  | Sant Just d'Ardèvol | casa         | Estil: arquitectura gòtica 18th century | 41° 52′ 58″ N, 1° 31′ 00″ E / 41.88273°N,1.516588°E 714 msnm                 | bé integrant del patrimoni cultural català | La Torre (Sant Just) | Modifica les dades a Wikidata |

## castell
| imatge | Nom                  | Ubicat a               | instància de | Detalls                                   | coordenades                                                                  | Protecció                                            | Commons (més fotos) | Dades a WD                    |
| ------ | -------------------- | ---------------------- | ------------ | ----------------------------------------- | ---------------------------------------------------------------------------- | ---------------------------------------------------- | ------------------- | ----------------------------- |
|        | Castell d'Ardèvol    | Ardèvol                | castell      | Estil: arquitectura romànica 13rd century | 41° 51′ 06″ N, 1° 31′ 08″ E / 41.851752°N,1.51897°E 730 msnm                 | bé d'interès cultural bé cultural d'interès nacional | Castell d'Ardèvol   | Modifica les dades a Wikidata |
|        | Castell de Matamargó | les Cases de Matamargó | castell      |                                           | 41° 51′ 32″ N, 1° 36′ 33″ E / 41.8588890825957°N,1.60924983991618°E 632 msnm |                                                      |                     | Modifica les dades a Wikidata |

## collada
| imatge | Nom                   | Ubicat a    | instància de | Detalls | coordenades                                                       | Protecció | Commons (més fotos) | Dades a WD                    |
| ------ | --------------------- | ----------- | ------------ | ------- | ----------------------------------------------------------------- | --------- | ------------------- | ----------------------------- |
|        | Collet de la Cirera   | Pinós       | collada      |         | 41° 50′ 20″ N, 1° 36′ 03″ E / 41.8389°N,1.60085°E 595 msnm        |           |                     | Modifica les dades a Wikidata |
|        | Collet del Moro       | Riner Pinós | collada      |         | 41° 53′ 38″ N, 1° 32′ 26″ E / 41.8939°N,1.54054°E 780 msnm        |           |                     | Modifica les dades a Wikidata |
|        | Collet dels Estudis   | Pinós       | collada      |         | 41° 50′ 22″ N, 1° 32′ 54″ E / 41.8395°N,1.54839°E 887 msnm        |           | Collet dels Estudis | Modifica les dades a Wikidata |
|        | coll de Passaportella | Pinós       | collada      |         | 41° 51′ 02″ N, 1° 34′ 41″ E / 41.85066°N,1.578079°E 804 msnm      |           |                     | Modifica les dades a Wikidata |
|        | collet de Clapers     | Pinós       | collada      |         | 41° 50′ 35″ N, 1° 31′ 34″ E / 41.84313333°N,1.52622778°E 771 msnm |           |                     | Modifica les dades a Wikidata |

## creu de terme
| imatge | Nom                    | Ubicat a               | instància de         | Detalls                    | coordenades                                                                  | Protecció                                  | Commons (més fotos)    | Dades a WD                    |
| ------ | ---------------------- | ---------------------- | -------------------- | -------------------------- | ---------------------------------------------------------------------------- | ------------------------------------------ | ---------------------- | ----------------------------- |
|        | Creu Vermella          | Vallmanya              | creu de terme indret |                            | 41° 48′ 52″ N, 1° 35′ 38″ E / 41.8145599169231°N,1.59383579175176°E 738 msnm |                                            |                        | Modifica les dades a Wikidata |
|        | creu de Montconill     | Ardèvol                | creu de terme        |                            | 41° 50′ 49″ N, 1° 30′ 57″ E / 41.846893781052°N,1.51583209994878°E 758 msnm  |                                            |                        | Modifica les dades a Wikidata |
|        | creu de Montjuïc       | les Cases de Matamargó | creu de terme indret |                            | 41° 51′ 00″ N, 1° 36′ 53″ E / 41.8501121253259°N,1.61483665588872°E 590 msnm |                                            |                        | Modifica les dades a Wikidata |
|        | creu de Sabaters       | les Cases de Matamargó | creu de terme indret |                            | 41° 51′ 11″ N, 1° 36′ 06″ E / 41.8529242817447°N,1.60163310273219°E 602 msnm |                                            |                        | Modifica les dades a Wikidata |
|        | creu de l'Hort         | les Cases de Matamargó | creu de terme indret |                            | 41° 51′ 21″ N, 1° 36′ 51″ E / 41.8559237921746°N,1.61428958624276°E 568 msnm |                                            |                        | Modifica les dades a Wikidata |
|        | creu de terme de Pinós | Pinós                  | creu de terme        | Estil: arquitectura gòtica | 41° 50′ 16″ N, 1° 32′ 23″ E / 41.837805°N,1.539753°E 905 msnm                | bé integrant del patrimoni cultural català | Creu de terme de Pinós | Modifica les dades a Wikidata |
|        | creu del Llop          | les Cases de Matamargó | creu de terme indret |                            | 41° 51′ 39″ N, 1° 35′ 46″ E / 41.8608383689103°N,1.59624382808901°E 699 msnm |                                            |                        | Modifica les dades a Wikidata |
|        | creu dels Albats       | Pinós                  | creu de terme indret |                            | 41° 50′ 52″ N, 1° 34′ 46″ E / 41.847915°N,1.579461°E 695 msnm                |                                            |                        | Modifica les dades a Wikidata |
|        | creu dels Àrguens      | les Cases de Matamargó | creu de terme indret |                            | 41° 51′ 43″ N, 1° 37′ 34″ E / 41.8619291420075°N,1.62611184888263°E 609 msnm |                                            |                        | Modifica les dades a Wikidata |

## curs d'aigua
| imatge | Nom                             | Ubicat a                        | instància de | Detalls                                                               | coordenades | Protecció | Commons (més fotos)            | Dades a WD                    |
| ------ | ------------------------------- | ------------------------------- | ------------ | --------------------------------------------------------------------- | --- | --------- | ------------------------------ | ----------------------------- |
|        | Barranc de Ca l'Andreu          | Pinós                           | curs d'aigua | Desemboca: torrent de Cal Morros Llarg: 1.01km Conca: 33.6ha          | 41° 48′ 45″ N, 1° 29′ 53″ E / 41.812441°N,1.498106°E 41° 48′ 20″ N, 1° 30′ 01″ E / 41.805644°N,1.500413°E                                      |           |                                | Modifica les dades a Wikidata |
|        | Barranc de Cal Cabot            | Pinós                           | curs d'aigua | Desemboca: Barranc de Cal Xonic Llarg: 3.6km Conca: 318.6ha           | 41° 50′ 44″ N, 1° 33′ 24″ E / 41.845616°N,1.556695°E 41° 49′ 48″ N, 1° 35′ 21″ E / 41.830004°N,1.589235°E                                      |           |                                | Modifica les dades a Wikidata |
|        | Barranc de Cal Xonic            | Pinós                           | curs d'aigua | Desemboca: riera de Vallmanya Llarg: 6.33km Conca: 9.41km²            | 41° 50′ 02″ N, 1° 32′ 10″ E / 41.833875°N,1.536007°E 41° 49′ 44″ N, 1° 35′ 37″ E / 41.828758°N,1.593594°E                                      |           |                                | Modifica les dades a Wikidata |
|        | Barranc de Figuerola (Segarra)  | Torà Pinós                      | curs d'aigua | Desemboca: riera de Llanera Llarg: 7.83km Conca: 13.49km²             | 41° 50′ 07″ N, 1° 31′ 37″ E / 41.8352°N,1.527°E 41° 49′ 22″ N, 1° 25′ 13″ E / 41.82268055555556°N,1.4203305555555557°E                         |           | Barranc de Figuerola (Segarra) | Modifica les dades a Wikidata |
|        | Barranc de Gangolells           | Riner Pinós                     | curs d'aigua | Desemboca: riera de Llanera Llarg: 4.91km Conca: 9.4km²               | 41° 54′ 26″ N, 1° 31′ 57″ E / 41.907133055555555°N,1.532571111111111°E 41° 52′ 37″ N, 1° 30′ 04″ E / 41.877055°N,1.5011369444444445°E          |           |                                | Modifica les dades a Wikidata |
|        | Barranc de Vallmanya            | Pinós                           | curs d'aigua | Desemboca: Barranc de Cal Cabot Llarg: 2.21m Conca: 3.18km²           | 41° 50′ 47″ N, 1° 34′ 33″ E / 41.846256°N,1.575899°E 41° 50′ 08″ N, 1° 35′ 00″ E / 41.835512°N,1.583328°E                                      |           |                                | Modifica les dades a Wikidata |
|        | Barranc de la Font de Seguers   | Pinós                           | curs d'aigua | Desemboca: rasa d'Ardèvol Llarg: 2.11km Conca: 95.3ha                 | 41° 50′ 26″ N, 1° 32′ 19″ E / 41.840588°N,1.538522°E 41° 51′ 01″ N, 1° 31′ 46″ E / 41.850394°N,1.529565°E                                      |           |                                | Modifica les dades a Wikidata |
|        | Barranc de la Font del Borràs   | Pinós                           | curs d'aigua | Desemboca: Barranc de Cal Cabot Llarg: 1.6km Conca: 41.9ha            | 41° 50′ 48″ N, 1° 34′ 02″ E / 41.846543°N,1.567235°E 41° 50′ 08″ N, 1° 34′ 38″ E / 41.835581°N,1.577295°E                                      |           |                                | Modifica les dades a Wikidata |
|        | Barranc de les Comes (Pinós)    | Pinós                           | curs d'aigua | Desemboca: riera de Mantellí Llarg: 1.03km Conca: 57.1ha              | 41° 48′ 06″ N, 1° 29′ 06″ E / 41.801673°N,1.484996°E 41° 47′ 32″ N, 1° 29′ 06″ E / 41.792325°N,1.48509°E                                       |           |                                | Modifica les dades a Wikidata |
|        | Barranc del Bosc de Cal Cabot   | Pinós                           | curs d'aigua | Desemboca: Barranc de Vallmanya Llarg: 1.35km Conca: 39.8ha           | 41° 50′ 49″ N, 1° 34′ 12″ E / 41.846988°N,1.569959°E 41° 50′ 20″ N, 1° 34′ 54″ E / 41.838961°N,1.581559°E                                      |           |                                | Modifica les dades a Wikidata |
|        | Cardener                        | Solsonès Bages                  | curs d'aigua | Desemboca: Llobregat Llarg: 87km Conca: 1374km²                       | 42° 10′ 54″ N, 1° 34′ 44″ E / 42.181581°N,1.578805°E 41° 40′ 47″ N, 1° 51′ 10″ E / 41.679718°N,1.852642°E                                      |           | Cardener River                 | Modifica les dades a Wikidata |
|        | Reguer de la Caseta             | Pinós                           | curs d'aigua | Desemboca: rasa d'Ardèvol Llarg: 0.95km Conca: 37.5ha                 | 41° 52′ 08″ N, 1° 30′ 55″ E / 41.869027°N,1.515287°E 41° 51′ 44″ N, 1° 30′ 29″ E / 41.862339°N,1.507948°E                                      |           |                                | Modifica les dades a Wikidata |
|        | la Rasa                         | Pinós                           | curs d'aigua | Desemboca: rasa de Font Canaleta Llarg: 2.19km Conca: 117.3ha         | 41° 54′ 39″ N, 1° 30′ 54″ E / 41.910799°N,1.51495°E 41° 53′ 36″ N, 1° 30′ 37″ E / 41.89323°N,1.510282°E                                        |           |                                | Modifica les dades a Wikidata |
|        | rasa d'Ardèvol                  | Pinós                           | curs d'aigua | Desemboca: riera de Llanera Conca: 8.56km²                            | 41° 50′ 35″ N, 1° 32′ 45″ E / 41.843081°N,1.54586°E 41° 52′ 05″ N, 1° 29′ 55″ E / 41.868056°N,1.498597°E                                       |           |                                | Modifica les dades a Wikidata |
|        | rasa d'Argerics                 | Pinós                           | curs d'aigua | Desemboca: rasa d'Ardèvol Llarg: 2.33km Conca: 128.5ha                | 41° 51′ 30″ N, 1° 31′ 54″ E / 41.858361°N,1.531575°E 41° 51′ 36″ N, 1° 30′ 34″ E / 41.860044°N,1.509308°E                                      |           |                                | Modifica les dades a Wikidata |
|        | rasa de Cal Pastor              | Cardona Pinós                   | curs d'aigua | Desemboca: riera de Matamargó Llarg: 3.74km Conca: 3.56km²            | 41° 52′ 19″ N, 1° 36′ 44″ E / 41.87201305555555°N,1.6123269444444444°E 41° 51′ 33″ N, 1° 36′ 58″ E / 41.85921111111111°N,1.615981111111111°E   |           |                                | Modifica les dades a Wikidata |
|        | rasa de Cererols                | Pinós                           | curs d'aigua | Desemboca: riera de Vallmanya Llarg: 4.3km Conca: 3.67km²             | 41° 50′ 56″ N, 1° 34′ 28″ E / 41.848824°N,1.574562°E 41° 50′ 29″ N, 1° 37′ 15″ E / 41.841264°N,1.620896°E                                      |           |                                | Modifica les dades a Wikidata |
|        | rasa de Font Canaleta           | Pinós                           | curs d'aigua | Desemboca: Barranc de Gangolells Llarg: 3.09km Conca: 5.1km²          | 41° 54′ 47″ N, 1° 30′ 25″ E / 41.912969°N,1.506889°E 41° 53′ 03″ N, 1° 30′ 48″ E / 41.884035°N,1.513201111111111°E                             |           |                                | Modifica les dades a Wikidata |
|        | rasa de Mas de l'Hort           | Pinós                           | curs d'aigua | Desemboca: riera de Vallmanya Llarg: 2.48km Conca: 136.2ha            | 41° 49′ 38″ N, 1° 32′ 43″ E / 41.827197°N,1.54526°E 41° 49′ 03″ N, 1° 34′ 07″ E / 41.817512°N,1.568638°E                                       |           |                                | Modifica les dades a Wikidata |
|        | rasa de Salats                  | Torà Pinós                      | curs d'aigua | Desemboca: riera de Llanera Llarg: 3.25km Conca: 4.23km²              | 41° 51′ 03″ N, 1° 30′ 18″ E / 41.85071944444445°N,1.504988888888889°E 41° 51′ 19″ N, 1° 28′ 27″ E / 41.85538888888889°N,1.4740694444444444°E   |           |                                | Modifica les dades a Wikidata |
|        | rasa de Santgrà                 | Pinós                           | curs d'aigua | Desemboca: riera de Matamargó Llarg: 4.39km Conca: 3.95km²            | 41° 50′ 46″ N, 1° 33′ 10″ E / 41.846093°N,1.552839°E 41° 52′ 19″ N, 1° 34′ 41″ E / 41.87199°N,1.577958°E                                       |           |                                | Modifica les dades a Wikidata |
|        | rasa de Torrededia              | Pinós                           | curs d'aigua | Desemboca: riera de Matamargó Llarg: 6.06km Conca: 171.7ha            | 41° 50′ 52″ N, 1° 34′ 02″ E / 41.847777°N,1.567139°E 41° 51′ 49″ N, 1° 35′ 28″ E / 41.863659°N,1.591092°E                                      |           |                                | Modifica les dades a Wikidata |
|        | rasa de Tristany                | Riner Pinós                     | curs d'aigua | Desemboca: rasa del Molí de Moixons Llarg: 3.56km                     | 41° 53′ 03″ N, 1° 33′ 09″ E / 41.88418305555555°N,1.5525188888888888°E 41° 52′ 14″ N, 1° 31′ 18″ E / 41.87046888888889°N,1.5216611111111111°E  |           |                                | Modifica les dades a Wikidata |
|        | rasa de l'Obaga de Cal Nicolau  | Pinós                           | curs d'aigua | Desemboca: riera de Vallmanya Llarg: 1.25km Conca: 86.1ha             | 41° 48′ 48″ N, 1° 35′ 13″ E / 41.813406944444445°N,1.5868630555555556°E 41° 49′ 25″ N, 1° 35′ 07″ E / 41.823487°N,1.585173°E                   |           |                                | Modifica les dades a Wikidata |
|        | rasa de l'Obaga de Cal Xandró   | Pinós                           | curs d'aigua | Desemboca: Barranc de Cal Xonic Llarg: 2.44km Conca: 152ha            | 41° 50′ 21″ N, 1° 32′ 58″ E / 41.839265°N,1.549497°E 41° 49′ 41″ N, 1° 34′ 16″ E / 41.828165°N,1.571141°E                                      |           |                                | Modifica les dades a Wikidata |
|        | rasa de la Carbassa             | Pinós                           | curs d'aigua | Desemboca: riera de Matamargó Llarg: 1.6km Conca: 145.5ha             | 41° 52′ 10″ N, 1° 33′ 24″ E / 41.86955805555556°N,1.55656°E 41° 52′ 30″ N, 1° 34′ 19″ E / 41.874946944444446°N,1.5719719444444444°E            |           |                                | Modifica les dades a Wikidata |
|        | rasa de la Font d'Ainès         | Riner Pinós                     | curs d'aigua | Desemboca: rasa de Font Canaleta Llarg: 2.87km Conca: 191.7 110.3ha   | 41° 54′ 31″ N, 1° 31′ 27″ E / 41.90851111111111°N,1.524303888888889°E 41° 53′ 17″ N, 1° 30′ 45″ E / 41.88800305555556°N,1.5124038888888889°E   |           |                                | Modifica les dades a Wikidata |
|        | rasa de la Font de la Rabassola | Cardona Pinós                   | curs d'aigua | Desemboca: riera de Matamargó Llarg: 3.62km Conca: 107.4ha            | 41° 53′ 24″ N, 1° 35′ 50″ E / 41.88997805555555°N,1.597275°E 41° 51′ 46″ N, 1° 36′ 34″ E / 41.862755°N,1.6094430555555554°E                    |           |                                | Modifica les dades a Wikidata |
|        | rasa de la Font de les Aubes    | Pinós                           | curs d'aigua | Desemboca: riera de Matamargó Llarg: 2.41km Conca: 169.8ha            | 41° 51′ 37″ N, 1° 35′ 46″ E / 41.860356°N,1.596173°E 41° 51′ 10″ N, 1° 37′ 05″ E / 41.852774°N,1.618167°E                                      |           |                                | Modifica les dades a Wikidata |
|        | rasa de la Font del Prat        | Pinós                           | curs d'aigua | Desemboca: riera de Vallmanya Llarg: 1.54km Conca: 92.4ha             | 41° 48′ 59″ N, 1° 36′ 03″ E / 41.816252°N,1.600707°E 41° 49′ 42″ N, 1° 35′ 35″ E / 41.828265°N,1.593033°E                                      |           |                                | Modifica les dades a Wikidata |
|        | rasa de la Rovira               | Riner Pinós                     | curs d'aigua | Desemboca: riera de Llanera Llarg: 5.08km Conca: 11.73km²             | 41° 52′ 50″ N, 1° 31′ 46″ E / 41.880523°N,1.529534°E 41° 52′ 17″ N, 1° 30′ 12″ E / 41.87127388888889°N,1.5034649999999998°E                    |           |                                | Modifica les dades a Wikidata |
|        | rasa del Molí de Moixons        | Pinós                           | curs d'aigua | Desemboca: rasa de la Rovira Llarg: 3.86km Conca: 6.42km²             | 41° 52′ 05″ N, 1° 33′ 06″ E / 41.86793°N,1.551699°E 41° 52′ 30″ N, 1° 31′ 08″ E / 41.874886°N,1.518776°E                                       |           |                                | Modifica les dades a Wikidata |
|        | riera d'Auquers                 | Pinós Torà                      | curs d'aigua | Desemboca: Barranc de Figuerola (Segarra) Llarg: 3.97m Conca: 282.2ha | 41° 50′ 07″ N, 1° 31′ 37″ E / 41.8352°N,1.527°E 41° 50′ 34″ N, 1° 29′ 42″ E / 41.842753888888886°N,1.494901111111111°E                         |           |                                | Modifica les dades a Wikidata |
|        | riera de Cellers                | Torà Pinós                      | curs d'aigua | Desemboca: riera de Llanera Llarg: 12.08km Conca: 13.29km²            | 41° 49′ 42″ N, 1° 30′ 57″ E / 41.828385°N,1.5158019444444446°E 41° 48′ 44″ N, 1° 23′ 59″ E / 41.812325°N,1.3997269444444445°E                  |           |                                | Modifica les dades a Wikidata |
|        | riera de Llanera                | Llobera Pinós Torà              | curs d'aigua | Desemboca: Llobregós Llarg: 27.8km Conca: 143.02km²                   | 41° 56′ 38″ N, 1° 28′ 57″ E / 41.94396888888889°N,1.4825330555555556°E 41° 48′ 43″ N, 1° 23′ 34″ E / 41.81194194444444°N,1.3927969444444444°E  |           | Riera de Llanera               | Modifica les dades a Wikidata |
|        | riera de Mantellí               | la Molsosa Pinós                | curs d'aigua | Desemboca: Llobregós Llarg: 5.89km                                    | 41° 47′ 54″ N, 1° 30′ 56″ E / 41.79822305555555°N,1.5155719444444444°E 41° 46′ 41″ N, 1° 28′ 09″ E / 41.77796611111111°N,1.4691661111111112°E  |           |                                | Modifica les dades a Wikidata |
|        | riera de Matamargó              | Riner Pinós Sant Mateu de Bages | curs d'aigua | Desemboca: riera de Salo Llarg: 11.45km Conca: 27.78km²               | 41° 53′ 54″ N, 1° 33′ 55″ E / 41.898378888888885°N,1.5653738888888888°E 41° 50′ 37″ N, 1° 37′ 55″ E / 41.84354805555556°N,1.6318711111111113°E |           |                                | Modifica les dades a Wikidata |
|        | riera de Vallmanya              | Pinós Sant Mateu de Bages       | curs d'aigua | Desemboca: riera de Salo Llarg: 9.1km Conca: 27.96km²                 | 41° 49′ 16″ N, 1° 32′ 39″ E / 41.821225°N,1.5441430555555555°E 41° 50′ 37″ N, 1° 37′ 55″ E / 41.843533055555554°N,1.6319080555555556°E         |           |                                | Modifica les dades a Wikidata |
|        | torrent de Bonsfills            | Pinós                           | curs d'aigua | Desemboca: riera de Vallmanya Llarg: 1.99km Conca: 140.4ha            | 41° 49′ 00″ N, 1° 36′ 20″ E / 41.816782°N,1.605625°E 41° 50′ 01″ N, 1° 36′ 11″ E / 41.833705°N,1.603012°E                                      |           |                                | Modifica les dades a Wikidata |
|        | torrent de Bringuers            | Pinós                           | curs d'aigua | Desemboca: Barranc de Figuerola (Segarra) Llarg: 2.13km               | 41° 49′ 58″ N, 1° 30′ 43″ E / 41.832722°N,1.511987°E 41° 50′ 34″ N, 1° 29′ 42″ E / 41.842755°N,1.494904°E                                      |           |                                | Modifica les dades a Wikidata |
|        | torrent de Cal Morros           | Pinós                           | curs d'aigua | Desemboca: riera de Mantellí Llarg: 5.96km Conca: 5.8km²              | 41° 49′ 44″ N, 1° 32′ 00″ E / 41.8289°N,1.533251°E 41° 47′ 42″ N, 1° 29′ 50″ E / 41.794931°N,1.497341°E                                        |           |                                | Modifica les dades a Wikidata |
|        | torrent de Cuiner               | la Molsosa Pinós                | curs d'aigua | Desemboca: riera de Mantellí Llarg: 5.38km Conca: 4.71km²             | 41° 47′ 57″ N, 1° 34′ 01″ E / 41.79910888888889°N,1.566905°E 41° 47′ 44″ N, 1° 30′ 48″ E / 41.79568611111111°N,1.5133611111111112°E            |           |                                | Modifica les dades a Wikidata |
|        | torrent de Ferran               | Pinós                           | curs d'aigua | Desemboca: rasa d'Ardèvol Llarg: 2.28m Conca: 106.8ha                 | 41° 50′ 14″ N, 1° 32′ 08″ E / 41.837265°N,1.53555°E 41° 51′ 10″ N, 1° 31′ 21″ E / 41.852865°N,1.522407°E                                       |           |                                | Modifica les dades a Wikidata |
|        | torrent de Tresserres           | Cardona Navàs Pinós             | curs d'aigua | Desemboca: Cardener Llarg: 4.87km Conca: 5.22km²                      | 41° 54′ 00″ N, 1° 41′ 01″ E / 41.90012611111111°N,1.683608888888889°E 41° 53′ 21″ N, 1° 42′ 44″ E / 41.88922805555555°N,1.7122011111111113°E   |           |                                | Modifica les dades a Wikidata |
|        | torrent de la Torre             | Pinós                           | curs d'aigua | Desemboca: torrent del Fitó Llarg: 4.86km Conca: 277.8ha              | 41° 48′ 27″ N, 1° 33′ 17″ E / 41.807614°N,1.55475°E 41° 47′ 54″ N, 1° 30′ 56″ E / 41.798198°N,1.515588°E                                       |           |                                | Modifica les dades a Wikidata |
|        | torrent del Fitó                | Pinós                           | curs d'aigua | Desemboca: riera de Mantellí Llarg: 4.33km Conca: 4.97km²             | 41° 50′ 01″ N, 1° 31′ 58″ E / 41.833692°N,1.532904°E 41° 47′ 54″ N, 1° 30′ 56″ E / 41.798212°N,1.515545°E                                      |           |                                | Modifica les dades a Wikidata |

## dolmen
| imatge | Nom                   | Ubicat a            | instància de | Detalls | coordenades                                                                  | Protecció | Commons (més fotos) | Dades a WD                    |
| ------ | --------------------- | ------------------- | ------------ | ------- | ---------------------------------------------------------------------------- | --------- | ------------------- | ----------------------------- |
|        | dolmen de Casacremada | Pinós               | dolmen       |         | 41° 51′ 55″ N, 1° 33′ 23″ E / 41.865272°N,1.556363°E 800 msnm                |           |                     | Modifica les dades a Wikidata |
|        | dolmen de la Pera     | Ardèvol             | dolmen       |         | 41° 52′ 14″ N, 1° 32′ 13″ E / 41.8704206889085°N,1.53702585104546°E 717 msnm |           |                     | Modifica les dades a Wikidata |
|        | dolmen del Miracle    | Sant Just d'Ardèvol | dolmen       |         | 41° 54′ 03″ N, 1° 31′ 04″ E / 41.900947979488°N,1.51769113194776°E 788 msnm  |           |                     | Modifica les dades a Wikidata |

## entitat singular de població
| imatge | Nom                    | Ubicat a | instància de                                   | Detalls | coordenades                                                       | Protecció | Commons (més fotos) | Dades a WD                    |
| ------ | ---------------------- | -------- | ---------------------------------------------- | ------- | ----------------------------------------------------------------- | --------- | ------------------- | ----------------------------- |
|        | Ardèvol                | Pinós    | entitat singular de població                   | 107 hab | 41° 51′ 04″ N, 1° 31′ 09″ E / 41.85107056°N,1.51908056°E 728 msnm |           | Ardèvol             | Modifica les dades a Wikidata |
|        | Pinós                  | Pinós    | entitat singular de població capital municipal | 35 hab  | 41° 49′ 38″ N, 1° 32′ 31″ E / 41.82729722°N,1.5419°E 828 msnm     |           |                     | Modifica les dades a Wikidata |
|        | Sant Just d'Ardèvol    | Pinós    | entitat singular de població                   | 42 hab  | 41° 52′ 57″ N, 1° 31′ 00″ E / 41.88255278°N,1.51676889°E 713 msnm |           | Sant Just d'Ardèvol | Modifica les dades a Wikidata |
|        | Vallmanya              | Pinós    | entitat singular de població                   | 56 hab  | 41° 49′ 51″ N, 1° 35′ 17″ E / 41.830768°N,1.588035°E 581 msnm     |           | Vallmanya (Pinós)   | Modifica les dades a Wikidata |
|        | les Cases de Matamargó | Pinós    | entitat singular de població                   | 37 hab  | 41° 51′ 25″ N, 1° 36′ 40″ E / 41.85695763°N,1.61115984°E 581 msnm |           | Matamargó           | Modifica les dades a Wikidata |

## església
| imatge | Nom                             | Ubicat a               | instància de                                  | Detalls                                                              | coordenades | Protecció                                  | Commons (més fotos)              | Dades a WD                    |
| ------ | ------------------------------- | ---------------------- | --------------------------------------------- | -------------------------------------------------------------------- | --- | ------------------------------------------ | -------------------------------- | ----------------------------- |
|        | Mare de Déu de l'Avellana       | Vallmanya              | església capella                              |                                                                      | 41° 49′ 06″ N, 1° 34′ 14″ E / 41.8181985145462°N,1.57048267361102°E ca:Cal Sala de Vallmanya 615 msnm             |                                            | Mare de Déu de l'Avellana        | Modifica les dades a Wikidata |
|        | Sant Andreu de Miralles         | Pinós                  | església capella                              | Estil: arquitectura romànica 11st century                            | 41° 52′ 41″ N, 1° 34′ 18″ E / 41.878008°N,1.571575°E ca:A prop de la masia de Miralles 665 msnm                   | bé integrant del patrimoni cultural català | Sant Andreu de Miralles          | Modifica les dades a Wikidata |
|        | Sant Jaume de Malagarriga       | Malagarriga            | església                                      | Estil: arquitectura romànica                                         | 41° 53′ 24″ N, 1° 42′ 47″ E / 41.8899839844345°N,1.71311650764291°E 354 msnm                                      |                                            |                                  | Modifica les dades a Wikidata |
|        | Sant Miquel de Vallmanya        | Vallmanya              | església                                      | Estil: arquitectura romànica 12nd century                            | 41° 49′ 50″ N, 1° 35′ 27″ E / 41.8305°N,1.59083°E ca:Vallmanya, Can Prat 575 msnm                                 | bé integrant del patrimoni cultural català | Sant Miquel de Vallmanya (Pinós) | Modifica les dades a Wikidata |
|        | Sant Pelai de l'Oliva           | Vallmanya              | església capella                              |                                                                      | 41° 50′ 03″ N, 1° 36′ 15″ E / 41.834102144245°N,1.6042689236812°E 535 msnm                                        |                                            | Sant Pelai de l'Oliva            | Modifica les dades a Wikidata |
|        | Sant Pere de Matamargó          | les Cases de Matamargó | església església parroquial                  | Estil: barroc 17th century                                           | 41° 51′ 32″ N, 1° 36′ 32″ E / 41.859°N,1.60882°E 638 msnm                                                         | bé integrant del patrimoni cultural català | Sant Pere de Matamargó           | Modifica les dades a Wikidata |
|        | Sant Pere de Vallmanya          | Vallmanya              | església església parroquial                  | Estil: arquitectura barroca 17th century                             | 41° 49′ 51″ N, 1° 35′ 16″ E / 41.830766°N,1.587805°E ca:Pl. de l'Església 582 msnm                                | bé integrant del patrimoni cultural català | Sant Pere de Vallmanya           | Modifica les dades a Wikidata |
|        | Sant Roc d'Ainés                | Sant Just d'Ardèvol    | església capella                              |                                                                      | 41° 53′ 53″ N, 1° 31′ 18″ E / 41.898173°N,1.521601°E ca:Masia d'Ainés 774 msnm                                    |                                            |                                  | Modifica les dades a Wikidata |
|        | Sant Vicenç de Pinós            | Pinós                  | església edifici històric església parroquial | Estil: arquitectura romànica 12nd century                            | 41° 49′ 38″ N, 1° 32′ 30″ E / 41.827284°N,1.541774°E ca:Ctra. de Vallmanya a Calaf, km 5, pista a Pinós 816 msnm  | bé integrant del patrimoni cultural català | Sant Vicenç de Pinós             | Modifica les dades a Wikidata |
|        | Santa Llúcia de Cuiner          | Pinós                  | església capella                              |                                                                      | 41° 47′ 46″ N, 1° 31′ 19″ E / 41.796146587043°N,1.522045605514°E ca:Masia de Cuiner 633 msnm                      |                                            |                                  | Modifica les dades a Wikidata |
|        | Santa Maria d'Ardèvol           | Ardèvol                | església església parroquial                  | Estil: arquitectura barroca 17th century                             | 41° 51′ 06″ N, 1° 31′ 09″ E / 41.851616°N,1.519273°E ca:Pl. de l'Església 731 msnm                                | bé integrant del patrimoni cultural català | Santa Maria d'Ardèvol            | Modifica les dades a Wikidata |
|        | Santa Maria de Pinós            | Pinós                  | església                                      | Estil: arquitectura gòtica arquitectura del Renaixement 17th century | 41° 50′ 17″ N, 1° 32′ 24″ E / 41.838044°N,1.540096°E ca:Des d'Ardèvol pista al Santuari de Pinós, a 7 km 904 msnm | bé integrant del patrimoni cultural català | Santa Maria de Pinós             | Modifica les dades a Wikidata |
|        | església de Sant Just d'Ardèvol | Sant Just d'Ardèvol    | església                                      | Estil: Renaixement 16th century                                      | 41° 52′ 57″ N, 1° 31′ 00″ E / 41.882626°N,1.516653°E 714 msnm                                                     | bé integrant del patrimoni cultural català | Església de Sant Just d'Ardèvol  | Modifica les dades a Wikidata |

## font
| imatge | Nom                 | Ubicat a  | instància de | Detalls | coordenades                                                                  | Protecció | Commons (més fotos) | Dades a WD                    |
| ------ | ------------------- | --------- | ------------ | ------- | ---------------------------------------------------------------------------- | --------- | ------------------- | ----------------------------- |
|        | font de Cal Morros  | Pinós     | font         |         | 41° 48′ 09″ N, 1° 29′ 57″ E / 41.8025454212012°N,1.49920974817442°E 572 msnm |           |                     | Modifica les dades a Wikidata |
|        | font de Cirera      | Vallmanya | font         |         | 41° 50′ 16″ N, 1° 35′ 58″ E / 41.837869°N,1.599326°E 550 msnm                |           |                     | Modifica les dades a Wikidata |
|        | font del Cós        | Ardèvol   | font         |         | 41° 51′ 46″ N, 1° 32′ 06″ E / 41.862719851355°N,1.53488814504037°E 716 msnm  |           |                     | Modifica les dades a Wikidata |
|        | font dels Grevolers | Ardèvol   | font         |         | 41° 51′ 34″ N, 1° 30′ 42″ E / 41.8593327282059°N,1.51172530755207°E 633 msnm |           |                     | Modifica les dades a Wikidata |

## granja
| imatge | Nom                  | Ubicat a  | instància de | Detalls | coordenades                                                                  | Protecció | Commons (més fotos) | Dades a WD                    |
| ------ | -------------------- | --------- | ------------ | ------- | ---------------------------------------------------------------------------- | --------- | ------------------- | ----------------------------- |
|        | Granges Mantellí     | Pinós     | granja       |         | 41° 47′ 49″ N, 1° 29′ 57″ E / 41.7968714001408°N,1.499221800074°E 583 msnm   |           |                     | Modifica les dades a Wikidata |
|        | Granges Valletbò     | Pinós     | granja       |         | 41° 47′ 50″ N, 1° 31′ 22″ E / 41.7972955839896°N,1.52291105944626°E 632 msnm |           |                     | Modifica les dades a Wikidata |
|        | Granges de Bonsfills | Vallmanya | granja       |         | 41° 49′ 52″ N, 1° 36′ 29″ E / 41.8311686636078°N,1.60792333713589°E 569 msnm |           |                     | Modifica les dades a Wikidata |
|        | Granja Nova          | Ardèvol   | granja       |         | 41° 50′ 58″ N, 1° 31′ 07″ E / 41.8495521611879°N,1.51873394225633°E 743 msnm |           |                     | Modifica les dades a Wikidata |
|        | Granja del Ribalta   | Vallmanya | granja       |         | 41° 49′ 47″ N, 1° 35′ 39″ E / 41.8298039166381°N,1.59422470618021°E 548 msnm |           |                     | Modifica les dades a Wikidata |

## indret
| imatge | Nom                   | Ubicat a               | instància de | Detalls | coordenades                                                                  | Protecció | Commons (més fotos) | Dades a WD                    |
| ------ | --------------------- | ---------------------- | ------------ | ------- | ---------------------------------------------------------------------------- | --------- | ------------------- | ----------------------------- |
|        | Costa Seca            | Pinós                  | indret       |         | 41° 49′ 10″ N, 1° 33′ 15″ E / 41.8195°N,1.55418°E 730 msnm                   |           |                     | Modifica les dades a Wikidata |
|        | Costes d'Armingous    | Sant Just d'Ardèvol    | indret       |         | 41° 53′ 33″ N, 1° 30′ 50″ E / 41.8925°N,1.51394°E 725 msnm                   |           |                     | Modifica les dades a Wikidata |
|        | Costes de Ripers      | Ardèvol                | indret       |         | 41° 51′ 54″ N, 1° 30′ 44″ E / 41.86501667°N,1.51224722°E 660 msnm            |           |                     | Modifica les dades a Wikidata |
|        | Costes de Sant Just   | Sant Just d'Ardèvol    | indret       |         | 41° 52′ 57″ N, 1° 30′ 13″ E / 41.88262778°N,1.50353056°E 650 msnm            |           |                     | Modifica les dades a Wikidata |
|        | El Galliner           | Pinós                  | indret       |         | 41° 51′ 36″ N, 1° 33′ 37″ E / 41.8599973448249°N,1.56032322488165°E 750 msnm |           |                     | Modifica les dades a Wikidata |
|        | La Carbassa           | Ardèvol                | indret       |         | 41° 52′ 04″ N, 1° 33′ 35″ E / 41.867835174002°N,1.55977382057747°E 773 msnm  |           |                     | Modifica les dades a Wikidata |
|        | La Plana              | Ardèvol                | indret       |         | 41° 50′ 29″ N, 1° 31′ 02″ E / 41.84137778°N,1.51722944°E 740 msnm            |           |                     | Modifica les dades a Wikidata |
|        | La Plana              | Ardèvol                | indret       |         | 41° 51′ 44″ N, 1° 32′ 56″ E / 41.862125°N,1.54889444°E 800 msnm              |           |                     | Modifica les dades a Wikidata |
|        | Pla d'Espiola         | Ardèvol                | indret       |         | 41° 52′ 17″ N, 1° 34′ 11″ E / 41.87138056°N,1.56962222°E 720 msnm            |           |                     | Modifica les dades a Wikidata |
|        | Pla de Llobera        | Sant Just d'Ardèvol Su | indret       |         | 41° 53′ 10″ N, 1° 32′ 41″ E / 41.88623333°N,1.54471389°E 740 msnm            |           |                     | Modifica les dades a Wikidata |
|        | Pla de Puigferrers    | Vallmanya              | indret       |         | 41° 49′ 30″ N, 1° 34′ 14″ E / 41.8249°N,1.57058°E 630 msnm                   |           |                     | Modifica les dades a Wikidata |
|        | Plana de l'Agram      | Pinós                  | indret       |         | 41° 48′ 15″ N, 1° 30′ 27″ E / 41.8043°N,1.50746°E 646 msnm                   |           |                     | Modifica les dades a Wikidata |
|        | Planes de la Casanova | Pinós                  | indret       |         | 41° 48′ 34″ N, 1° 32′ 41″ E / 41.8095°N,1.54463°E 675 msnm                   |           |                     | Modifica les dades a Wikidata |

## masia
| imatge | Nom                     | Ubicat a               | instància de             | Detalls                                  | coordenades | Protecció                                            | Commons (més fotos)    | Dades a WD                    |
| ------ | ----------------------- | ---------------------- | ------------------------ | ---------------------------------------- | --- | ---------------------------------------------------- | ---------------------- | ----------------------------- |
|        | Ainès                   | Sant Just d'Ardèvol    | masia                    |                                          | 41° 53′ 54″ N, 1° 31′ 17″ E / 41.89827778°N,1.5215°E 774 msnm                                                       |                                                      |                        | Modifica les dades a Wikidata |
|        | Argerics                | Ardèvol                | masia                    |                                          | 41° 51′ 19″ N, 1° 31′ 24″ E / 41.85530556°N,1.52347222°E 743 msnm                                                   |                                                      |                        | Modifica les dades a Wikidata |
|        | Armingous               | Sant Just d'Ardèvol    | masia                    |                                          | 41° 53′ 51″ N, 1° 31′ 19″ E / 41.89738889°N,1.52191667°E 748 msnm                                                   |                                                      |                        | Modifica les dades a Wikidata |
|        | Auquers                 | Ardèvol                | masia                    |                                          | 41° 50′ 33″ N, 1° 30′ 51″ E / 41.84255556°N,1.51413889°E 731 msnm                                                   |                                                      |                        | Modifica les dades a Wikidata |
|        | Bonsfills               | Vallmanya              | masia                    | Estil: arquitectura popular 18th century | 41° 49′ 54″ N, 1° 36′ 24″ E / 41.8318°N,1.60664°E ca:Ctra. de Saló a Vallmanya, km 5,5 pista a mà esquerra 561 msnm | bé integrant del patrimoni cultural català           | Bonsfills              | Modifica les dades a Wikidata |
|        | Brics                   | Ardèvol                | masia                    |                                          | 41° 52′ 01″ N, 1° 32′ 13″ E / 41.86708333°N,1.53694444°E 748 msnm                                                   |                                                      |                        | Modifica les dades a Wikidata |
|        | Bringuers               | Ardèvol                | masia                    |                                          | 41° 50′ 21″ N, 1° 30′ 15″ E / 41.83911111°N,1.50413889°E 711 msnm                                                   |                                                      |                        | Modifica les dades a Wikidata |
|        | Burics                  | Sant Just d'Ardèvol    | masia                    |                                          | 41° 54′ 17″ N, 1° 30′ 46″ E / 41.90472222°N,1.51266667°E 818 msnm                                                   |                                                      |                        | Modifica les dades a Wikidata |
|        | Ca l'Andreu             | Pinós                  | masia                    |                                          | 41° 48′ 24″ N, 1° 29′ 59″ E / 41.8066604664511°N,1.49982392835024°E 602 msnm                                        |                                                      |                        | Modifica les dades a Wikidata |
|        | Ca l'Ase Negre          | Vallmanya              | masia                    |                                          | 41° 48′ 59″ N, 1° 36′ 13″ E / 41.8162556416464°N,1.60363516309448°E 758 msnm                                        |                                                      |                        | Modifica les dades a Wikidata |
|        | Ca l'Escloper           | Ardèvol                | masia                    |                                          | 41° 51′ 43″ N, 1° 31′ 53″ E / 41.862013811164°N,1.5313727968277°E 727 msnm                                          |                                                      |                        | Modifica les dades a Wikidata |
|        | Ca l'Isidre             | Pinós                  | masia                    | Estat: ruïnós                            | 41° 47′ 50″ N, 1° 29′ 41″ E / 41.797254803859°N,1.49479559617623°E 583 msnm                                         |                                                      |                        | Modifica les dades a Wikidata |
|        | Ca l'Obaguer            | Vallmanya              | masia                    |                                          | 41° 49′ 08″ N, 1° 35′ 04″ E / 41.81891667°N,1.58433333°E 625 msnm                                                   |                                                      |                        | Modifica les dades a Wikidata |
|        | Cal Bellús              | Pinós                  | masia                    | Estat: ruïnós                            | 41° 49′ 31″ N, 1° 35′ 05″ E / 41.825313°N,1.584606°E 617 msnm                                                       |                                                      |                        | Modifica les dades a Wikidata |
|        | Cal Bernat              | Vallmanya              | masia                    |                                          | 41° 49′ 54″ N, 1° 35′ 25″ E / 41.8317548886086°N,1.59026815170716°E 584 msnm                                        |                                                      |                        | Modifica les dades a Wikidata |
|        | Cal Cabot               | Vallmanya              | masia                    |                                          | 41° 50′ 05″ N, 1° 34′ 14″ E / 41.8348°N,1.57061°E 657 msnm                                                          |                                                      |                        | Modifica les dades a Wikidata |
|        | Cal Cabotet             | Vallmanya              | masia                    |                                          | 41° 49′ 58″ N, 1° 34′ 25″ E / 41.832708°N,1.57374°E 619 msnm                                                        |                                                      |                        | Modifica les dades a Wikidata |
|        | Cal Codinetes           | Ardèvol                | masia                    |                                          | 41° 51′ 24″ N, 1° 30′ 13″ E / 41.856707°N,1.503693°E 669 msnm                                                       |                                                      |                        | Modifica les dades a Wikidata |
|        | Cal Duarri              | Vallmanya              | masia                    |                                          | 41° 50′ 20″ N, 1° 35′ 13″ E / 41.83883333°N,1.58688889°E 641 msnm                                                   |                                                      |                        | Modifica les dades a Wikidata |
|        | Cal Fidel               | Vallmanya              | masia                    |                                          | 41° 49′ 53″ N, 1° 35′ 25″ E / 41.8313034962314°N,1.59018171729967°E 574 msnm                                        |                                                      |                        | Modifica les dades a Wikidata |
|        | Cal Fitó                | Pinós                  | masia                    |                                          | 41° 49′ 10″ N, 1° 32′ 07″ E / 41.8195°N,1.5353888888889°E 732 msnm                                                  |                                                      |                        | Modifica les dades a Wikidata |
|        | Cal Gili                | Vallmanya              | masia                    | Estat: ruïnós                            | 41° 48′ 54″ N, 1° 36′ 07″ E / 41.8149642204133°N,1.60186933327628°E 754 msnm                                        |                                                      |                        | Modifica les dades a Wikidata |
|        | Cal Grau                | Ardèvol                | masia                    |                                          | 41° 51′ 06″ N, 1° 30′ 55″ E / 41.8516683008015°N,1.51521576568579°E 720 msnm                                        |                                                      |                        | Modifica les dades a Wikidata |
|        | Cal Lluïset             | Ardèvol                | masia                    |                                          | 41° 50′ 56″ N, 1° 30′ 10″ E / 41.849°N,1.50286°E 707 msnm                                                           |                                                      |                        | Modifica les dades a Wikidata |
|        | Cal Marc                | Vallmanya              | masia                    |                                          | 41° 49′ 01″ N, 1° 36′ 43″ E / 41.817081722485°N,1.611862491492°E 746 msnm                                           |                                                      |                        | Modifica les dades a Wikidata |
|        | Cal Martí               | les Cases de Matamargó | masia                    |                                          | 41° 51′ 46″ N, 1° 35′ 22″ E / 41.8628077728767°N,1.58938130815867°E 601 msnm                                        |                                                      |                        | Modifica les dades a Wikidata |
|        | Cal Maçana              | Pinós                  | masia                    |                                          | 41° 49′ 14″ N, 1° 30′ 58″ E / 41.8205°N,1.51611°E 728 msnm                                                          |                                                      |                        | Modifica les dades a Wikidata |
|        | Cal Morros              | Pinós                  | masia                    |                                          | 41° 48′ 07″ N, 1° 30′ 06″ E / 41.80191667°N,1.50177778°E 615 msnm                                                   |                                                      |                        | Modifica les dades a Wikidata |
|        | Cal Nadal               | Pinós                  | masia                    |                                          | 41° 48′ 35″ N, 1° 32′ 13″ E / 41.8097°N,1.53706°E 685 msnm                                                          |                                                      |                        | Modifica les dades a Wikidata |
|        | Cal Nicolau             | Vallmanya              | masia                    |                                          | 41° 50′ 00″ N, 1° 35′ 57″ E / 41.833240231924°N,1.59903893192656°E 545 msnm                                         |                                                      |                        | Modifica les dades a Wikidata |
|        | Cal Nosa                | Pinós                  | masia                    | Estat: ruïnós                            | 41° 47′ 56″ N, 1° 33′ 04″ E / 41.7987789893803°N,1.55098205923812°E 731 msnm                                        |                                                      |                        | Modifica les dades a Wikidata |
|        | Cal Piquet              | Sant Just d'Ardèvol    | masia                    |                                          | 41° 53′ 53″ N, 1° 30′ 23″ E / 41.8981°N,1.50642°E 758 msnm                                                          |                                                      |                        | Modifica les dades a Wikidata |
|        | Cal Prat                | Pinós                  | masia                    |                                          | 41° 50′ 18″ N, 1° 32′ 27″ E / 41.838273°N,1.540804°E 904 msnm                                                       |                                                      |                        | Modifica les dades a Wikidata |
|        | Cal Prat de Vallmanya   | Vallmanya              | masia                    | Estil: arquitectura popular 19th century | 41° 49′ 43″ N, 1° 35′ 31″ E / 41.828598°N,1.591872°E ca:Vallmanya 554 msnm                                          | bé integrant del patrimoni cultural català           | Cal Prat de Vallmanya  | Modifica les dades a Wikidata |
|        | Cal Ribalta             | Vallmanya              | masia                    |                                          | 41° 49′ 48″ N, 1° 35′ 35″ E / 41.8300337622784°N,1.59313586738398°E 572 msnm                                        |                                                      |                        | Modifica les dades a Wikidata |
|        | Cal Roca                | Sant Just d'Ardèvol    | masia                    |                                          | 41° 54′ 40″ N, 1° 30′ 23″ E / 41.9110241737987°N,1.50641331784708°E 834 msnm                                        |                                                      |                        | Modifica les dades a Wikidata |
|        | Cal Ros                 | Pinós                  | masia                    | Estat: en perill                         | 41° 48′ 35″ N, 1° 31′ 21″ E / 41.8098°N,1.52256°E 671 msnm                                                          |                                                      |                        | Modifica les dades a Wikidata |
|        | Cal Sala de Vallmanya   | Vallmanya              | masia                    | Estil: arquitectura popular 18th century | 41° 49′ 07″ N, 1° 34′ 13″ E / 41.818627°N,1.570374°E 624 msnm                                                       | bé integrant del patrimoni cultural català           | Cal Sala de Vallmanya  | Modifica les dades a Wikidata |
|        | Cal Salzó               | Vallmanya              | masia                    |                                          | 41° 49′ 35″ N, 1° 35′ 05″ E / 41.826367°N,1.584659°E 613 msnm                                                       |                                                      |                        | Modifica les dades a Wikidata |
|        | Cal Serafí              | Pinós                  | masia                    |                                          | 41° 49′ 00″ N, 1° 32′ 26″ E / 41.8167°N,1.54069°E 726 msnm                                                          |                                                      |                        | Modifica les dades a Wikidata |
|        | Cal Termàs              | Pinós                  | masia                    |                                          | 41° 47′ 59″ N, 1° 28′ 47″ E / 41.7995946676148°N,1.47961088077768°E 609 msnm                                        |                                                      |                        | Modifica les dades a Wikidata |
|        | Cal Tristany            | Pinós                  | masia casa forta castell | 11st century                             | 41° 52′ 15″ N, 1° 32′ 25″ E / 41.8708°N,1.54028°E 756 msnm                                                          | bé d'interès cultural bé cultural d'interès nacional | Casa Tristany          | Modifica les dades a Wikidata |
|        | Cal Tàsies              | Ardèvol                | masia                    |                                          | 41° 50′ 56″ N, 1° 31′ 11″ E / 41.8489992016963°N,1.51985491839385°E 753 msnm                                        |                                                      |                        | Modifica les dades a Wikidata |
|        | Cal Xonic               | Pinós                  | masia                    | Estat: ruïnós                            | 41° 49′ 53″ N, 1° 33′ 01″ E / 41.831298°N,1.550156°E 706 msnm                                                       |                                                      |                        | Modifica les dades a Wikidata |
|        | Carbasses               | Pinós                  | masia                    |                                          | 41° 52′ 23″ N, 1° 33′ 29″ E / 41.87301°N,1.557998°E 756 msnm                                                        |                                                      |                        | Modifica les dades a Wikidata |
|        | Casacremada             | Pinós                  | masia                    |                                          | 41° 51′ 58″ N, 1° 33′ 19″ E / 41.8662°N,1.555254°E 800 msnm                                                         |                                                      |                        | Modifica les dades a Wikidata |
|        | Casanova                | Sant Just d'Ardèvol    | masia                    |                                          | 41° 54′ 23″ N, 1° 31′ 30″ E / 41.9063°N,1.52489°E 813 msnm                                                          |                                                      |                        | Modifica les dades a Wikidata |
|        | Caselles                | Pinós                  | masia                    |                                          | 41° 48′ 22″ N, 1° 32′ 15″ E / 41.806°N,1.53761°E 660 msnm                                                           |                                                      |                        | Modifica les dades a Wikidata |
|        | Caseta de Pleixats      | Pinós                  | masia                    |                                          | 41° 52′ 56″ N, 1° 36′ 06″ E / 41.882262°N,1.601721°E 651 msnm                                                       |                                                      |                        | Modifica les dades a Wikidata |
|        | Caseta de l'Oliva       | Vallmanya              | masia                    |                                          | 41° 49′ 29″ N, 1° 36′ 51″ E / 41.8245974637675°N,1.61418270174236°E 707 msnm                                        |                                                      |                        | Modifica les dades a Wikidata |
|        | Castellanes             | Ardèvol                | masia                    |                                          | 41° 50′ 25″ N, 1° 30′ 34″ E / 41.840389°N,1.50942°E 737 msnm                                                        |                                                      |                        | Modifica les dades a Wikidata |
|        | Cererols                | Vallmanya              | masia                    |                                          | 41° 50′ 53″ N, 1° 35′ 33″ E / 41.8481°N,1.59258°E 669 msnm                                                          |                                                      |                        | Modifica les dades a Wikidata |
|        | Cirera                  | Vallmanya              | masia                    |                                          | 41° 50′ 09″ N, 1° 35′ 46″ E / 41.83583333°N,1.59625°E 601 msnm                                                      |                                                      |                        | Modifica les dades a Wikidata |
|        | Coletes                 | les Cases de Matamargó | masia                    |                                          | 41° 51′ 43″ N, 1° 35′ 01″ E / 41.86188889°N,1.58355556°E 721 msnm                                                   |                                                      |                        | Modifica les dades a Wikidata |
|        | Comorera                | Sant Just d'Ardèvol    | masia                    |                                          | 41° 53′ 53″ N, 1° 30′ 24″ E / 41.8980213447713°N,1.50660790719712°E 750 msnm                                        |                                                      |                        | Modifica les dades a Wikidata |
|        | Cuiner                  | Pinós                  | masia                    |                                          | 41° 47′ 47″ N, 1° 31′ 16″ E / 41.79644444°N,1.52119444°E 634 msnm                                                   |                                                      |                        | Modifica les dades a Wikidata |
|        | Duarri                  | les Cases de Matamargó | masia                    |                                          | 41° 52′ 12″ N, 1° 35′ 08″ E / 41.8701°N,1.58553°E 624 msnm                                                          |                                                      |                        | Modifica les dades a Wikidata |
|        | Espinagosa              | Sant Just d'Ardèvol    | masia                    |                                          | 41° 52′ 26″ N, 1° 32′ 30″ E / 41.874°N,1.54157°E 718 msnm                                                           |                                                      |                        | Modifica les dades a Wikidata |
|        | Ferrers                 | Pinós                  | masia                    |                                          | 41° 52′ 29″ N, 1° 31′ 46″ E / 41.874753815234°N,1.52934713779672°E 734 msnm                                         |                                                      |                        | Modifica les dades a Wikidata |
|        | Fornells                | Pinós                  | masia                    | Estil: arquitectura popular 14th century | 41° 52′ 26″ N, 1° 34′ 43″ E / 41.8738°N,1.57873°E 690 msnm                                                          | bé integrant del patrimoni cultural català           | Fornells (Pinós)       | Modifica les dades a Wikidata |
|        | Galls                   | Vallmanya              | masia                    |                                          | 41° 50′ 29″ N, 1° 36′ 47″ E / 41.8413°N,1.61296°E 554 msnm                                                          |                                                      |                        | Modifica les dades a Wikidata |
|        | Gangolells              | Sant Just d'Ardèvol    | masia                    |                                          | 41° 53′ 47″ N, 1° 31′ 46″ E / 41.8963°N,1.529563°E 768 msnm                                                         |                                                      |                        | Modifica les dades a Wikidata |
|        | Gardeny                 | Ardèvol                | masia                    |                                          | 41° 51′ 19″ N, 1° 32′ 00″ E / 41.8554°N,1.53336°E 780 msnm                                                          |                                                      |                        | Modifica les dades a Wikidata |
|        | Grumau                  | Pinós                  | masia                    | Estat: ruïnós                            | 41° 49′ 32″ N, 1° 31′ 03″ E / 41.8255348481501°N,1.5175899467285°E 730 msnm                                         |                                                      |                        | Modifica les dades a Wikidata |
|        | Marvà                   | Pinós                  | masia                    |                                          | 41° 48′ 20″ N, 1° 33′ 17″ E / 41.8055°N,1.55477°E 737 msnm                                                          |                                                      |                        | Modifica les dades a Wikidata |
|        | Mas de Jaudet           | les Cases de Matamargó | masia                    |                                          | 41° 51′ 26″ N, 1° 37′ 31″ E / 41.8573261415448°N,1.62530682954779°E 595 msnm                                        |                                                      |                        | Modifica les dades a Wikidata |
|        | Mas de l'Hort           | Pinós                  | masia                    |                                          | 41° 49′ 29″ N, 1° 33′ 03″ E / 41.82464722°N,1.55075583°E 730 msnm                                                   |                                                      |                        | Modifica les dades a Wikidata |
|        | Mas del Cuineret        | Pinós                  | masia                    |                                          | 41° 47′ 40″ N, 1° 30′ 26″ E / 41.79434722°N,1.50723611°E 595 msnm                                                   |                                                      |                        | Modifica les dades a Wikidata |
|        | Massafreds              | Sant Just d'Ardèvol    | masia                    |                                          | 41° 53′ 07″ N, 1° 31′ 51″ E / 41.88536222°N,1.53073333°E 743 msnm                                                   |                                                      |                        | Modifica les dades a Wikidata |
|        | Miralles                | Pinós                  | masia casa forta         | Estil: arquitectura popular 13rd century | 41° 52′ 38″ N, 1° 34′ 18″ E / 41.8771°N,1.57178°E 677 msnm                                                          | bé integrant del patrimoni cultural català           | Miralles (Pinós)       | Modifica les dades a Wikidata |
|        | Mirovalda               | Sant Just d'Ardèvol    | masia                    |                                          | 41° 52′ 33″ N, 1° 32′ 03″ E / 41.8758963651121°N,1.5341774513018°E 751 msnm                                         |                                                      |                        | Modifica les dades a Wikidata |
|        | Montconill              | Ardèvol                | masia                    |                                          | 41° 50′ 47″ N, 1° 31′ 08″ E / 41.84636667°N,1.51882139°E 769 msnm                                                   |                                                      |                        | Modifica les dades a Wikidata |
|        | Moragues                | Ardèvol                | masia                    | Estil: arquitectura popular 17th century | 41° 50′ 56″ N, 1° 30′ 10″ E / 41.848812°N,1.502907°E 702 msnm                                                       | bé integrant del patrimoni cultural català           | Moragues (Pinós)       | Modifica les dades a Wikidata |
|        | Peralta                 | Vallmanya              | masia                    |                                          | 41° 50′ 23″ N, 1° 35′ 02″ E / 41.839719°N,1.583827°E 658 msnm                                                       |                                                      |                        | Modifica les dades a Wikidata |
|        | Peça-rodona             | Ardèvol                | masia                    |                                          | 41° 50′ 02″ N, 1° 30′ 17″ E / 41.83386167°N,1.504825°E 758 msnm                                                     |                                                      |                        | Modifica les dades a Wikidata |
|        | Piulats                 | Sant Just d'Ardèvol    | masia                    |                                          | 41° 52′ 43″ N, 1° 32′ 29″ E / 41.8787°N,1.54125°E 759 msnm                                                          |                                                      |                        | Modifica les dades a Wikidata |
|        | Plaixats                | les Cases de Matamargó | masia                    |                                          | 41° 52′ 11″ N, 1° 35′ 49″ E / 41.8696°N,1.59689°E 680 msnm                                                          |                                                      |                        | Modifica les dades a Wikidata |
|        | Planetes                | Sant Just d'Ardèvol    | masia                    |                                          | 41° 52′ 59″ N, 1° 31′ 48″ E / 41.88318889°N,1.52998056°E 723 msnm                                                   |                                                      |                        | Modifica les dades a Wikidata |
|        | Puigdac                 | Pinós                  | masia                    | Estat: ruïnós                            | 41° 48′ 56″ N, 1° 30′ 59″ E / 41.8155120556371°N,1.51631619617319°E 738 msnm                                        |                                                      |                        | Modifica les dades a Wikidata |
|        | Puigferrers             | Vallmanya              | masia                    |                                          | 41° 49′ 10″ N, 1° 34′ 09″ E / 41.8195°N,1.56922°E 673 msnm                                                          |                                                      |                        | Modifica les dades a Wikidata |
|        | Ripers                  | Ardèvol                | masia                    |                                          | 41° 52′ 08″ N, 1° 30′ 33″ E / 41.8688°N,1.5092°E 695 msnm                                                           |                                                      |                        | Modifica les dades a Wikidata |
|        | Sangrà                  | Pinós                  | masia                    |                                          | 41° 51′ 40″ N, 1° 33′ 42″ E / 41.86098056°N,1.56156111°E ca:Carretera Pinós - Su 770 msnm                           |                                                      | Sangrà (Pinós)         | Modifica les dades a Wikidata |
|        | Seguers                 | Ardèvol                | masia                    |                                          | 41° 50′ 46″ N, 1° 31′ 42″ E / 41.8462°N,1.52844°E 783 msnm                                                          |                                                      |                        | Modifica les dades a Wikidata |
|        | Solanes                 | Ardèvol                | masia                    |                                          | 41° 50′ 56″ N, 1° 30′ 43″ E / 41.848905°N,1.511847°E 748 msnm                                                       |                                                      |                        | Modifica les dades a Wikidata |
|        | Sorribes                | Pinós                  | masia                    |                                          | 41° 54′ 08″ N, 1° 30′ 40″ E / 41.9021°N,1.51119°E 809 msnm                                                          |                                                      |                        | Modifica les dades a Wikidata |
|        | Torrededia              | les Cases de Matamargó | masia                    | Estat: ruïnós                            | 41° 51′ 24″ N, 1° 34′ 38″ E / 41.85674722°N,1.577275°E 763 msnm                                                     |                                                      |                        | Modifica les dades a Wikidata |
|        | Torrescassana           | les Cases de Matamargó | masia                    | Estil: arquitectura popular 17th century | 41° 51′ 57″ N, 1° 36′ 26″ E / 41.8658°N,1.6073°E 693 msnm                                                           | bé integrant del patrimoni cultural català           | Torrescassana (Pinós)  | Modifica les dades a Wikidata |
|        | Vallverdú               | Pinós                  | masia                    |                                          | 41° 47′ 39″ N, 1° 30′ 26″ E / 41.794139°N,1.507142°E 598 msnm                                                       |                                                      |                        | Modifica les dades a Wikidata |
|        | Vilalta de Pinós        | Pinós                  | masia                    |                                          | 41° 48′ 53″ N, 1° 31′ 55″ E / 41.81472222°N,1.53191667°E 745 msnm                                                   |                                                      |                        | Modifica les dades a Wikidata |
|        | Vilalta de Vallmanya    | Vallmanya              | masia                    |                                          | 41° 49′ 48″ N, 1° 34′ 27″ E / 41.83008056°N,1.57429167°E 607 msnm                                                   |                                                      |                        | Modifica les dades a Wikidata |
|        | Vilansosa Vell          | Pinós                  | masia                    |                                          | 41° 48′ 25″ N, 1° 34′ 27″ E / 41.8069°N,1.57403°E 764 msnm                                                          |                                                      |                        | Modifica les dades a Wikidata |
|        | el Cós                  | Ardèvol                | masia                    |                                          | 41° 51′ 33″ N, 1° 32′ 21″ E / 41.8592°N,1.53919°E 800 msnm                                                          |                                                      |                        | Modifica les dades a Wikidata |
|        | el Perdigó              | Pinós                  | masia                    | Estat: ruïnós                            | 41° 48′ 41″ N, 1° 35′ 02″ E / 41.8113494695426°N,1.58397399591782°E 759 msnm                                        |                                                      |                        | Modifica les dades a Wikidata |
|        | el Peroi                | Ardèvol                | masia                    |                                          | 41° 51′ 08″ N, 1° 32′ 20″ E / 41.8522°N,1.53881°E 783 msnm                                                          |                                                      | Cal Peroi              | Modifica les dades a Wikidata |
|        | el Soler                | Pinós                  | masia                    |                                          | 41° 51′ 26″ N, 1° 33′ 31″ E / 41.85711389°N,1.55866667°E 797 msnm                                                   |                                                      |                        | Modifica les dades a Wikidata |
|        | els Caus                | les Cases de Matamargó | masia                    |                                          | 41° 50′ 59″ N, 1° 37′ 35″ E / 41.84982222°N,1.62646111°E 507 msnm                                                   |                                                      |                        | Modifica les dades a Wikidata |
|        | els Plans               | Pinós                  | masia                    | 18th century                             | 41° 48′ 15″ N, 1° 30′ 50″ E / 41.80418889°N,1.51396667°E 633 msnm                                                   |                                                      |                        | Modifica les dades a Wikidata |
|        | els Torrents            | Pinós                  | masia                    |                                          | 41° 48′ 14″ N, 1° 30′ 01″ E / 41.80375°N,1.50022222°E 592 msnm                                                      |                                                      |                        | Modifica les dades a Wikidata |
|        | l'Aguilella             | Pinós                  | masia                    |                                          | 41° 47′ 56″ N, 1° 29′ 22″ E / 41.79880278°N,1.48935556°E 650 msnm                                                   |                                                      |                        | Modifica les dades a Wikidata |
|        | l'Escola                | Vallmanya              | masia                    |                                          | 41° 49′ 50″ N, 1° 35′ 23″ E / 41.8305221872985°N,1.589632870807°E 563 msnm                                          |                                                      |                        | Modifica les dades a Wikidata |
|        | l'Oliva                 | Vallmanya              | masia                    | Estil: arquitectura popular 17th century | 41° 49′ 59″ N, 1° 36′ 12″ E / 41.8331°N,1.60327°E ca:Vallmanya, camí a Salo 537 msnm                                | bé integrant del patrimoni cultural català           | L'Oliva (Pinós)        | Modifica les dades a Wikidata |
|        | l'Oliva d'Ardèvol       | Ardèvol                | masia                    | Estil: arquitectura popular 17th century | 41° 50′ 20″ N, 1° 29′ 34″ E / 41.839°N,1.49289°E 668 msnm                                                           | bé integrant del patrimoni cultural català           | L'Oliva d'Ardèvol      | Modifica les dades a Wikidata |
|        | la Casa Nova de l'Oliva | Ardèvol                | masia                    |                                          | 41° 49′ 48″ N, 1° 29′ 18″ E / 41.83°N,1.48829°E 697 msnm                                                            |                                                      |                        | Modifica les dades a Wikidata |
|        | la Casanova             | Sant Just d'Ardèvol    | masia                    |                                          | 41° 54′ 22″ N, 1° 31′ 30″ E / 41.90621111°N,1.52492222°E 813 msnm                                                   |                                                      |                        | Modifica les dades a Wikidata |
|        | la Casanova             | Pinós                  | masia                    | Estat: ruïnós                            | 41° 48′ 42″ N, 1° 32′ 55″ E / 41.811643°N,1.548691°E 691 msnm                                                       |                                                      |                        | Modifica les dades a Wikidata |
|        | la Caseta               | Ardèvol                | masia                    |                                          | 41° 51′ 44″ N, 1° 30′ 53″ E / 41.8621°N,1.5146°E 683 msnm                                                           |                                                      |                        | Modifica les dades a Wikidata |
|        | la Garriga              | les Cases de Matamargó | masia                    |                                          | 41° 51′ 35″ N, 1° 37′ 09″ E / 41.8596°N,1.6192°E 592 msnm                                                           |                                                      |                        | Modifica les dades a Wikidata |
|        | la Molgosa              | les Cases de Matamargó | masia                    |                                          | 41° 50′ 23″ N, 1° 36′ 35″ E / 41.8398°N,1.60969°E 555 msnm                                                          |                                                      |                        | Modifica les dades a Wikidata |
|        | la Pera                 | Ardèvol                | masia                    |                                          | 41° 51′ 55″ N, 1° 31′ 12″ E / 41.865375°N,1.52006944°E 722 msnm                                                     |                                                      |                        | Modifica les dades a Wikidata |
|        | la Pobla                | les Cases de Matamargó | masia                    |                                          | 41° 52′ 56″ N, 1° 35′ 55″ E / 41.8822°N,1.5986°E 643 msnm                                                           |                                                      |                        | Modifica les dades a Wikidata |
|        | la Rovira               | Sant Just d'Ardèvol    | masia                    |                                          | 41° 52′ 54″ N, 1° 31′ 37″ E / 41.88175278°N,1.526875°E 709 msnm                                                     |                                                      |                        | Modifica les dades a Wikidata |
|        | la Saleta               | Sant Just d'Ardèvol    | masia                    |                                          | 41° 51′ 59″ N, 1° 30′ 21″ E / 41.8664°N,1.50587°E 640 msnm                                                          |                                                      |                        | Modifica les dades a Wikidata |
|        | la Serreta              | Sant Just d'Ardèvol    | masia                    | Estat: ruïnós                            | 41° 54′ 47″ N, 1° 30′ 21″ E / 41.913075°N,1.505825°E 657 msnm                                                       |                                                      |                        | Modifica les dades a Wikidata |
|        | la Torre                | Pinós                  | masia                    |                                          | 41° 48′ 16″ N, 1° 31′ 28″ E / 41.8044°N,1.52447°E 650 msnm                                                          |                                                      | La Torre (Pinós)       | Modifica les dades a Wikidata |
|        | les Cases de Matamargó  | les Cases de Matamargó | masia                    | Estil: arquitectura popular 17th century | 41° 51′ 24″ N, 1° 36′ 38″ E / 41.8566°N,1.61068°E 590 msnm                                                          | bé integrant del patrimoni cultural català           | Les Cases de Matamargó | Modifica les dades a Wikidata |
|        | les Planes              | Pinós                  | masia                    |                                          | 41° 51′ 36″ N, 1° 33′ 10″ E / 41.8600834053261°N,1.55283952220987°E 799 msnm                                        |                                                      |                        | Modifica les dades a Wikidata |
|        | les Saleres             | Vallmanya              | masia                    |                                          | 41° 49′ 58″ N, 1° 35′ 07″ E / 41.8327007298393°N,1.58515328094298°E 601 msnm                                        |                                                      |                        | Modifica les dades a Wikidata |

## molí d'aigua
| imatge | Nom                         | Ubicat a               | instància de | Detalls                                                | coordenades | Protecció                                  | Commons (més fotos)         | Dades a WD                    |
| ------ | --------------------------- | ---------------------- | ------------ | ------------------------------------------------------ | --- | ------------------------------------------ | --------------------------- | ----------------------------- |
|        | El Molí de Moixons          | Sant Just d'Ardèvol    | molí d'aigua | Estil: arquitectura popular 18th century Estat: ruïnós | 41° 52′ 18″ N, 1° 31′ 13″ E / 41.8718°N,1.52031°E ca:A la dreta de la rasa del Molí de Moixons 620 msnm                                | bé integrant del patrimoni cultural català | Molí de Moixons             | Modifica les dades a Wikidata |
|        | Molí de Bonsfills           | Vallmanya              | molí d'aigua |                                                        | 41° 50′ 05″ N, 1° 36′ 18″ E / 41.834773°N,1.604917°E 525 msnm                                                                          |                                            |                             | Modifica les dades a Wikidata |
|        | Molí de Fornells            | les Cases de Matamargó | molí d'aigua | Estil: arquitectura popular                            | 41° 52′ 19″ N, 1° 34′ 49″ E / 41.87191667°N,1.58024722°E 627 msnm                                                                      | bé integrant del patrimoni cultural català |                             | Modifica les dades a Wikidata |
|        | Molí de Torrescassana       | les Cases de Matamargó | molí d'aigua | Estil: arquitectura popular                            | 41° 51′ 48″ N, 1° 36′ 27″ E / 41.863372°N,1.607568°E ca:A l'esquerra de la riera de Matamargó, sota la masia de Torrescassana 552 msnm | bé integrant del patrimoni cultural català | Molí de Torrescassana       | Modifica les dades a Wikidata |
|        | Molí de Vallverdú           | Pinós                  | molí d'aigua | Estil: arquitectura popular Estat: ruïnós              | 41° 47′ 40″ N, 1° 30′ 42″ E / 41.794501°N,1.511712°E ca:A la dreta de la riera de Mantellí 568 msnm                                    | bé integrant del patrimoni cultural català |                             | Modifica les dades a Wikidata |
|        | Molíns de Plaixats i Duarri | Pinós                  | molí d'aigua | Estil: arquitectura popular                            | 41° 51′ 57″ N, 1° 35′ 20″ E / 41.865951°N,1.588773°E ca:A l'esquerra de la riera de Matamargó 600 msnm                                 | bé integrant del patrimoni cultural català | Molíns de Plaixats i Duarri | Modifica les dades a Wikidata |

## muntanya
| imatge | Nom                     | Ubicat a      | instància de | Detalls | coordenades                                                            | Protecció | Commons (més fotos) | Dades a WD                    |
| ------ | ----------------------- | ------------- | ------------ | ------- | ---------------------------------------------------------------------- | --------- | ------------------- | ----------------------------- |
|        | Ca l'Ase Negre          | Pinós         | muntanya     |         | 41° 49′ 02″ N, 1° 36′ 25″ E / 41.8172°N,1.60704°E 764 msnm             |           |                     | Modifica les dades a Wikidata |
|        | Camp de l'Àngel         | Pinós         | muntanya     |         | 41° 47′ 28″ N, 1° 31′ 02″ E / 41.790986°N,1.51727°E 707 msnm           |           |                     | Modifica les dades a Wikidata |
|        | Montjuïc                | Pinós         | muntanya     |         | 41° 51′ 02″ N, 1° 36′ 33″ E / 41.850509°N,1.609272°E 648 msnm          |           |                     | Modifica les dades a Wikidata |
|        | Pinós                   | Pinós         | muntanya     |         | 41° 50′ 01″ N, 1° 31′ 44″ E / 41.8335886088°N,1.52894123151°E 928 msnm |           | Pinós (cim)         | Modifica les dades a Wikidata |
|        | Puigventós              | Pinós         | muntanya     |         | 41° 51′ 49″ N, 1° 34′ 30″ E / 41.86353889°N,1.57499722°E 804 msnm      |           |                     | Modifica les dades a Wikidata |
|        | Serrat Rodó             | Pinós Torà    | muntanya     |         | 41° 53′ 44″ N, 1° 30′ 07″ E / 41.89548333°N,1.50207167°E 817 msnm      |           |                     | Modifica les dades a Wikidata |
|        | Tossal de Puigferrers   | Pinós         | muntanya     |         | 41° 49′ 11″ N, 1° 34′ 09″ E / 41.819775°N,1.56919639°E 678 msnm        |           |                     | Modifica les dades a Wikidata |
|        | Turó de Passaportella   | Pinós         | muntanya     |         | 41° 51′ 23″ N, 1° 35′ 16″ E / 41.8565°N,1.58769°E 769 msnm             |           |                     | Modifica les dades a Wikidata |
|        | Turó de la Bassa        | Pinós         | muntanya     |         | 41° 50′ 01″ N, 1° 35′ 43″ E / 41.8336°N,1.59537°E 600 msnm             |           |                     | Modifica les dades a Wikidata |
|        | Turó dels Picapins      | Pinós         | muntanya     |         | 41° 51′ 06″ N, 1° 36′ 11″ E / 41.85167583°N,1.60298611°E 645 msnm      |           |                     | Modifica les dades a Wikidata |
|        | el Perdigó              | Pinós         | muntanya     |         | 41° 48′ 39″ N, 1° 35′ 15″ E / 41.8109°N,1.58740278°E 766 msnm          |           |                     | Modifica les dades a Wikidata |
|        | el Tossal               | Pinós         | muntanya     |         | 41° 52′ 47″ N, 1° 36′ 17″ E / 41.87966944°N,1.60476111°E 714 msnm      |           |                     | Modifica les dades a Wikidata |
|        | el Tossalet             | Pinós         | muntanya     |         | 41° 49′ 06″ N, 1° 32′ 34″ E / 41.8184°N,1.54273°E 766 msnm             |           |                     | Modifica les dades a Wikidata |
|        | la Creu de les Llaceres | Cardona Pinós | muntanya     |         | 41° 52′ 12″ N, 1° 37′ 26″ E / 41.86998611°N,1.624025°E 618 msnm        |           |                     | Modifica les dades a Wikidata |

## pont
| imatge | Nom                       | Ubicat a      | instància de | Detalls                                                     | coordenades                                                   | Protecció                                  | Commons (més fotos) | Dades a WD                    |
| ------ | ------------------------- | ------------- | ------------ | ----------------------------------------------------------- | ------------------------------------------------------------- | ------------------------------------------ | ------------------- | ----------------------------- |
|        | Pont antic de Malagarriga | Malagarriga   | pont         | Estil: arquitectura popular Travessa: Cardener              | 41° 53′ 31″ N, 1° 42′ 55″ E / 41.891868°N,1.715276°E 371 msnm | bé integrant del patrimoni cultural català |                     | Modifica les dades a Wikidata |
|        | Pont de Malagarriga       | Pinós Cardona | pont         | Estil: arquitectura popular 20th century Travessa: Cardener | 41° 53′ 31″ N, 1° 42′ 56″ E / 41.892056°N,1.715597°E 371 msnm | bé integrant del patrimoni cultural català | Pont de Malagarriga | Modifica les dades a Wikidata |

## serra
| imatge | Nom                             | Ubicat a                                         | instància de | Detalls        | coordenades                                                       | Protecció | Commons (més fotos)    | Dades a WD                    |
| ------ | ------------------------------- | ------------------------------------------------ | ------------ | -------------- | ----------------------------------------------------------------- | --------- | ---------------------- | ----------------------------- |
|        | Serra d'Albesa                  | la Molsosa Pinós                                 | serra        | Llarg: 2km     | 41° 47′ 34″ N, 1° 31′ 45″ E / 41.79281111°N,1.52919444°E 797 msnm |           |                        | Modifica les dades a Wikidata |
|        | Serra de Cellers                | Torà Castellfollit de Riubregós la Molsosa Pinós | serra        | Llarg: 8.7km   | 41° 47′ 55″ N, 1° 27′ 27″ E / 41.79853333°N,1.45736389°E 778 msnm |           | Serra de Cellers       | Modifica les dades a Wikidata |
|        | Serra de Claret                 | Torà Pinós                                       | serra        |                | 41° 49′ 20″ N, 1° 29′ 25″ E / 41.8221°N,1.49034°E 747 msnm        |           | Serra de Claret        | Modifica les dades a Wikidata |
|        | Serra de Pinós                  | Pinós Torà                                       | serra        | Llarg: 17.24km | 41° 50′ 01″ N, 1° 31′ 44″ E / 41.83366808°N,1.52875278°E 928 msnm |           | Serra de Pinós (Pinós) | Modifica les dades a Wikidata |
|        | Serra de Torrededia             | Pinós                                            | serra        |                | 41° 51′ 15″ N, 1° 34′ 07″ E / 41.8542°N,1.56858°E 876 msnm        |           |                        | Modifica les dades a Wikidata |
|        | Serra de cal Manresa Vell       | Pinós Calonge de Segarra                         | serra        |                | 41° 47′ 25″ N, 1° 29′ 46″ E / 41.79023611°N,1.49609444°E 663 msnm |           |                        | Modifica les dades a Wikidata |
|        | Serra de cal Marc               | Pinós Sant Mateu de Bages                        | serra        |                | 41° 49′ 02″ N, 1° 36′ 25″ E / 41.8172°N,1.60705°E 764 msnm        |           |                        | Modifica les dades a Wikidata |
|        | Serra de la Solana de Puigpelat | Pinós                                            | serra        |                | 41° 47′ 24″ N, 1° 30′ 41″ E / 41.7901°N,1.51143°E 707 msnm        |           |                        | Modifica les dades a Wikidata |
|        | serra de Puigdac                | Pinós                                            | serra        |                | 41° 48′ 43″ N, 1° 30′ 43″ E / 41.812055°N,1.511945°E 728 msnm     |           |                        | Modifica les dades a Wikidata |

## vèrtex geodèsic
| imatge | Nom         | Ubicat a | instància de    | Detalls   | coordenades                                                      | Protecció | Commons (més fotos) | Dades a WD                    |
| ------ | ----------- | -------- | --------------- | --------- | ---------------------------------------------------------------- | --------- | ------------------- | ----------------------------- |
|        | Calasanegra | Pinós    | vèrtex geodèsic | Alt: 1.2m | 41° 49′ 02″ N, 1° 36′ 25″ E / 41.81719°N,1.607041°E 765.48 msnm  |           |                     | Modifica les dades a Wikidata |
|        | Pinós       | Pinós    | vèrtex geodèsic | Alt: 1.2m | 41° 50′ 01″ N, 1° 31′ 44″ E / 41.833573°N,1.528955°E 930.46 msnm |           |                     | Modifica les dades a Wikidata |

## Misc
| imatge | Nom                                             | Ubicat a            | instància de                     | Detalls                                                                              | coordenades                                                                                           | Protecció                                  | Commons (més fotos)                   | Dades a WD                    |
| ------ | ----------------------------------------------- | ------------------- | -------------------------------- | ------------------------------------------------------------------------------------ | --- | ------------------------------------------ | ------------------------------------- | ----------------------------- |
|        | Creu de les Missions                            | Pinós               | creu de la Santa Missió          |                                                                                      | 41° 49′ 38″ N, 1° 32′ 28″ E / 41.8272851001353°N,1.54103101328765°E 828 msnm                          |                                            | Creu de les Missions (Pinós)          | Modifica les dades a Wikidata |
|        | GR 171                                          | Pinós               | sender sender de gran recorregut |                                                                                      | 41° 50′ 17″ N, 1° 32′ 24″ E / 41.838044°N,1.540096°E                                                  |                                            |                                       | Modifica les dades a Wikidata |
|        | Hostal del Santuari de Pinós                    | Pinós               | edifici                          | Estil: arquitectura barroca 1524                                                     | 41° 50′ 16″ N, 1° 32′ 24″ E / 41.837841°N,1.540083°E ca:A tocar del Santuari de Pinós 904 msnm        | bé integrant del patrimoni cultural català | Hostal del Santuari de Pinós          | Modifica les dades a Wikidata |
|        | Malagarriga                                     | Pinós               | nucli de població                | Superfície: 1.05km²                                                                  | 41° 53′ 23″ N, 1° 42′ 49″ E / 41.88961944°N,1.71354444°E 352 msnm                                     |                                            | Malagarriga                           | Modifica les dades a Wikidata |
|        | Rosa dels Vents (Centre geogràfic de Catalunya) | Pinós               | monument                         |                                                                                      | 41° 50′ 15″ N, 1° 32′ 16″ E / 41.837541°N,1.537774°E 926 msnm                                         |                                            | Rosa dels Vents (Pinós)               | Modifica les dades a Wikidata |
|        | carrer de l'Església de Sant Just               | Sant Just d'Ardèvol | passatge                         | 15th century                                                                         | 41° 52′ 57″ N, 1° 31′ 00″ E / 41.882613°N,1.516744°E 715 msnm                                         | bé integrant del patrimoni cultural català | Carrer de l'Església de Sant Just     | Modifica les dades a Wikidata |
|        | carrer i plaça de l'Església de Pinós           | Pinós               | carrer                           | Estil: arquitectura popular 17th century                                             | 41° 49′ 38″ N, 1° 32′ 31″ E / 41.827197°N,1.541836°E ca:C. de l'Església i pl. de l'Església 817 msnm | bé integrant del patrimoni cultural català | Carrer i plaça de l'Església de Pinós | Modifica les dades a Wikidata |
|        | casa consistorial de Pinós                      | Pinós               | casa consistorial                |                                                                                      | 41° 50′ 18″ N, 1° 32′ 27″ E / 41.8382555°N,1.5408119°E                                                |                                            | Town hall of Pinós                    | Modifica les dades a Wikidata |
|        | cementiri de Cal Sala                           | Pinós               | cementiri                        |                                                                                      | 41° 49′ 06″ N, 1° 34′ 14″ E / 41.8182819488461°N,1.57067345945636°E                                   |                                            |                                       | Modifica les dades a Wikidata |
|        | roure de Cal Peroi                              | Pinós               | arbre singular                   | Taxon: roure de fulla petita (Quercus faginea) Ample: 15.9m Alt: 14m Perímetre: 4.9m | 41° 51′ 06″ N, 1° 32′ 24″ E / 41.85154°N,1.54009°E 794 msnm                                           | arbre monumental                           | Roure de Cal Peroi                    | Modifica les dades a Wikidata |